# Megarctosa aequioculata
Megarctosa aequioculata är en spindelart som först beskrevs av Embrik Strand 1906.  Megarctosa aequioculata ingår i släktet Megarctosa och familjen vargspindlar.
Artens utbredningsområde är Etiopien. Inga underarter finns listade i Catalogue of Life.